# 3523 Аріна
3523 Аріна (1975 TV2, 1930 HB, 1952 KO, 1957 VC, 1968 UX, 1975 TC7, 1975 VH9, 3523 Arina) — астероїд головного поясу, відкритий 3 жовтня 1975 року.
Тіссеранів параметр щодо Юпітера — 3,513.